# Bob hund (EP)
Bob hund (ibland kallat Bob hund I eller Bob hund (EP) för att skilja den från det likaledes självbetitlade albumet som släpptes året därpå) är Bob hunds första album som släpptes 1 november 1993 på etiketten Silence.

## Låtlista
1. Allt på ett kort
2. Rundgång, gräslök, fågelsång
3. Kompromissen
4. 5 meter upp i luften
5. Fotoalbumet
6. Den ensamme sjömannens födelsedag